# Sarah Levy (rugby)
Sarah Levy (Ciudad del Cabo, 27 de diciembre de 1995) es una jugadora de rugby union y rugby 7 estadounidense. Juega la posición de ala en el quince y juega las posiciones de hooker, extremo, centro o pilar en el siete. En los Juegos Olímpicos de París 2024, Levy compitió en el torneo femenino de rugby 7 en el equipo de Estados Unidos que ganó la medalla de bronce.

## Primeros años de vida
Levy nació en Ciudad del Cabo, Sudáfrica, hija de padre sudafricano (Denis Levy) y madre estadounidense (Susan), y es judía. Su padre jugaba al rugby y su tío abuelo jugaba al rugby para el equipo sudafricano de rugby Western Province. Su bisabuelo paterno Louis Babrow, que se opuso al apartheid sudafricano, jugó para el equipo nacional de rugby de Sudáfrica (los Springboks) en la década de 1930 y fue uno de los primeros jugadores judíos en hacerlo.
Levy y su familia hicieron aliá y se mudaron a Israel cuando ella tenía dos años, y unos años más tarde se mudaron a San Diego, California. Fue al preescolar en el JCC de San Diego, asistió a una sinagoga de San Diego y fue a un campamento del Centro Comunitario Judío. Compitió en fútbol en los Juegos JCC Maccabi de 2010 y 2012. Celebró su bat mitzvá en Israel. En la escuela secundaria, corrió a campo traviesa y en atletismo, y compitió en golf y fútbol.
Levy asistió a la Universidad del Nordeste y se graduó en 2018 con una Licenciatura en Ciencias de la Salud. Luego obtuvo un doctorado en Fisioterapia en 2023 en la Universidad de San Agustín en San Marcos (California). Pasó un año trabajando en una clínica de fisioterapia de Connecticut.

## Carrera de rugby
Levy jugó rugby por primera vez cuando tenía 18 años en la Universidad Northeastern, para quien jugó rugby union y rugby 7. Compitió para los clubes de rugby de los San Diego Surfers y el New York Rugby Club (el club de rugby más antiguo del país) de la Women's Premier League. También jugó para el Barbarian F.C. por invitación con sede en Gran Bretaña, en el que también había jugado su bisabuelo.
En 2018, se le pidió a Levy que jugara para el equipo de quince de USA Rugby, las USA Women's Eagles. Obtuvo su primer partido internacional contra Inglaterra.
Se cambió al rugby 7 después de que le pidieran que jugara en el campamento de siete de Estados Unidos. Aunque juega la posición de ala en el quince, juega las posiciones de hooker, extremo, centro o pilar en el siete. En 2022, le pidieron que se uniera a la residencia USA Sevens y debutó en la World Rugby Sevens Series 2022 en Málaga, España. Ese año también comenzó a trabajar con el entrenador Zack Test, quien fue deportista olímpico y fue entrenador asistente del equipo nacional.

### Juegos Olímpicos de París 2024
Levy compitió en los Juegos Olímpicos de París 2024 como parte del selección femenina de rugby 7 de Estados Unidos en el torneo femenino de rugby 7, en julio de 2024. En ese momento, el equipo de EE. UU. ocupaba el cuarto lugar en el ranking mundial. El equipo ganó sus dos primeros partidos, derrotando a Japón y Brasil, y se clasificó para los cuartos de final, con Levy anotando en su primer partido. El equipo ganó la medalla de bronce.